# Morkovice-Slížany
Morkovice-Slížany este o comună și un oraș din districtul Kroměříž din regiunea Zlín din Republica Cehă. Are o populație de aproximativ 3.000 de locuitori. Principalele obiective turistice sunt Castelul Morkovice și Biserica Sfântul Ioan Botezătorul.

## Diviziuni administrative
Morkovice-Slížany este format din două diviziuni administrative (în paranteze populația conform recensământului din 2021):
- Morkovice (2.422)
- Sližany (355)

## Geografie
Morkovice-Slížany se află la aproximativ 14 kilometri (9 mi) sud-vest de Kroměříž și la 40 kilometri (25 mi) est de Brno. Se află în dealurile Litenčice. Cel mai înalt punct este dealul Kleštěnec aflat la 498 metri (1.634 ft) deasupra nivelului mării. Pârâul Morkovický potok curge prin oraș și alimentează trei iazuri cu pești din teritoriul comunei.

## Istorie
Locul unde se află astăzi orașul prezintă semne de așezare din epoca de piatră timpurie. Prima mențiune scrisă despre Morkovice (Morckwycz) datează din anul 1222. Pe atunci era un oraș medieval cu o fortăreață, șanț de apărare, curte, berărie și piețe. Din 1480, Morkovice a devenit proprietatea faimoasei și puternicei familii nobiliare din Zástřizel.
Slížany a fost menționat pentru prima dată în 1353.
Cmuna Morkovice-Slížany a fost creată prin fuziunea comunelor Morkovice și Slížany în 1960.

## Demografie
Populația comunei Morkovice-Slížany:

## Transporturi

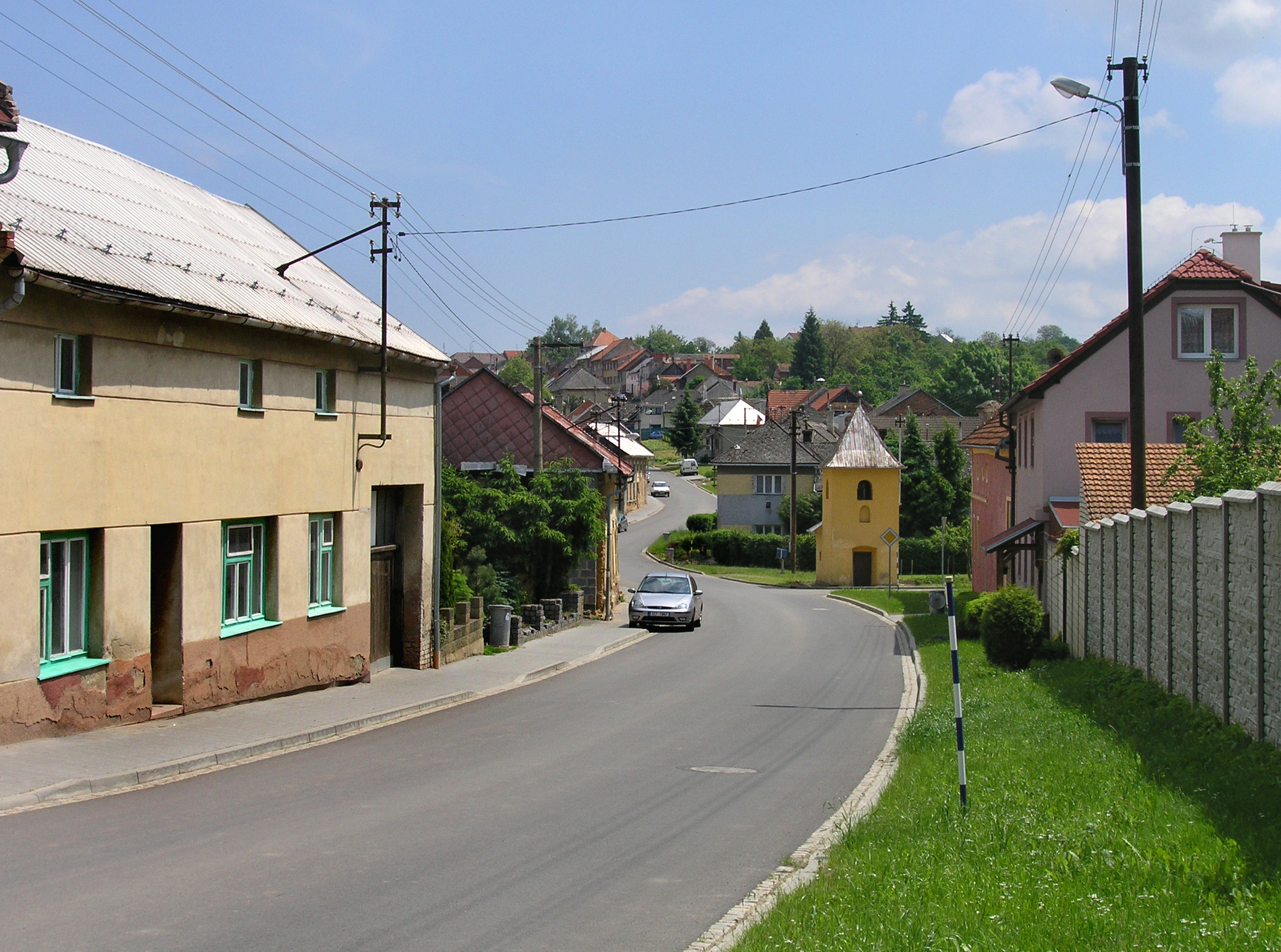
Slížany

Nu există căi ferate sau drumuri majore care să treacă prin comună.
În 1909, o cale ferată locală a fost construită până la Morkovice, dar a fost desființată în 2005.

## Obiective turistice

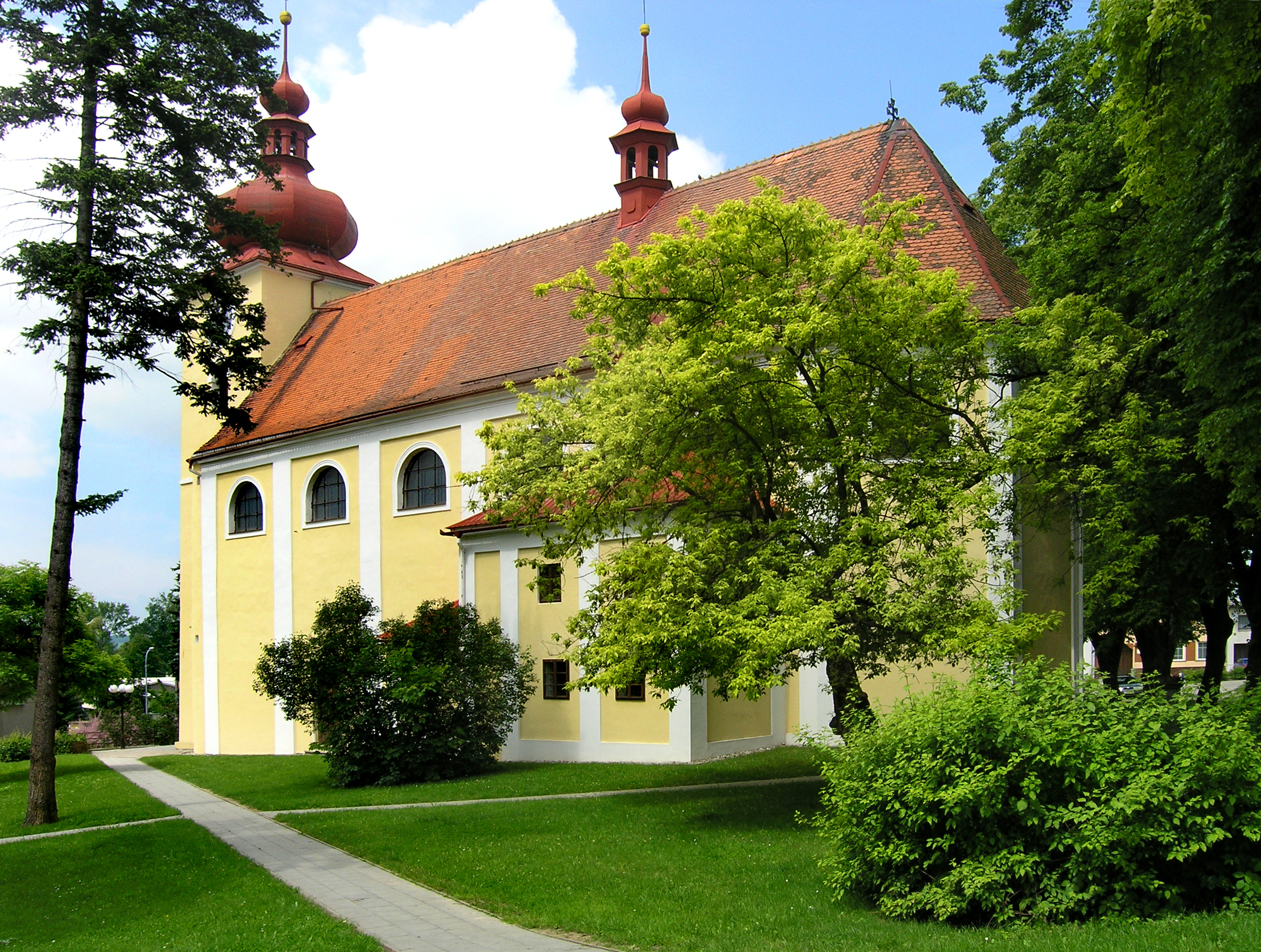
Biserica Sfântul Ioan Botezătorul

Castelul Morkovice a fost construit pe marginea unei vechi cetăți în secolul al XVII-lea. Complexul castelului include și un parc și o pereche de statui baroce ale Sfinților Florian și Wendelin.
Biserica Sfântul Ioan Botezătorul are un nucleu medieval, dar aspectul ei actual este rezultatul reconstrucției din prima jumătate a secolului al XVIII-lea.

## Orașe înfrățite
Morkovice-Slížany este înfrățit cu:
- Žitavany, Slovacia